# لاکتاز
لاکتاز یکی از آنزیم‌های خانواده بتاگالاکتوزیداز است. در انسان این آنزیم غالباً در سلول‌های تمایزیافته پرزهای روده باریک یافت می‌شود. لاکتاز برای هیدرولیز لاکتوز شیر ضروری است.کمبود این آنزیم سبب عدم تحمل لاکتوز می‌شود. این افراد بعد از خوردن شیر دچار مشکلات گوارشی می‌شوند.

## واکنش شیمیایی
- لاکتاز کاتالیزور واکنش زیراست.

C۱۲H۲۲O۱۱ + H۲O → C۶H۱۲O۶ + C۶H۱۲O۶

## مصارف صنعتی
در صنایع بستنی‌سازی از لاکتاز به منظور تبدیل لاکتوز شیر به قندهای ساده‌تر (گلوکز و گالاکتوز) که طعم مطلوبتری دارند استفاده می‌شود.